# Bulbophyllum acutiflorum
Bulbophyllum acutiflorum é uma espécie de orquídea (família Orchidaceae) pertencente ao gênero Bulbophyllum. Foi descrita por Achille Richard em 1841.